# Centre de Llançament Satish Dhawan
Satish Dhawan Space Centre o Sriharikota Range (SHAR) és un centre de llançament de coets operat per l'Indian Space Research Organisation (ISRO). Està ubicat a Sriharikota, Andhra Pradesh. Abans del 2002 el centre portava el nom de Sriharikota Launching Range, però es va canviar el nom per l'anterior president de l'ISRO, Satish Dhawan.
L'actual director del SDSC és P. Kunhikrishnan. Va prendre el control després de M. Y. S. Prasad l'1 de juny de 2015 després que es retirés del servei.